# バッカ湾
座標: 北緯66度07分30秒 西経14度51分25秒 / 北緯66.125度 西経14.857度
バッカ湾（アイスランド語: Bakkaflói, バッカフロウイ、「岸の大湾」の意）は、アイスランド北東部にある比較的広い湾である。バッカフィヨルズル（アイスランド語: Bakkafjörður）峡湾の北、ラウンガネース半島（アイスランド語: Langanes）の南西に位置する。